# Linia kolejowa 89 Tiszapalkonya-Erőmű – Tiszaújváros – Miskolc
Linia kolejowa Tiszapalkonya-Erőmű – Tiszaújváros – Miskolc – linia kolejowa na Węgrzech. Jest to linia jednotorowa, w całości zelektryfikowana prądem przemiennym 25 kV 50 Hz. Łączy Tiszaújváros z Nyékládháza i dalej z Miszkolcem.

## Historia
Linia została otwarta w 1955 roku.